# ⴰⵣⴰⵔ
Modèle:Infobox prénom
ⴰⵣⴰⵔ (Azar) est un prénom présent dans plusieurs cultures (amazighe, persane, arabe et hébraïque).  Il possède différentes significations selon les langues et civilisations.

## Étymologie et significations
- Persan (آذر / Āzar) : signifie feu, flamme.
- Hébreu (עֵזֶר / Ezer) : signifie secours, aide, assistance.
- Amazigh (ⴰⵣⴰⵔ) : signifie source d’eau, jaillissement naturel.
- Arabe (آزر / Āzar) : nom propre ancien, connu comme le père du prophète Ibrahim (Abraham) dans le Coran (Sourate Al-An‘âm, 6:74).

## Symbolisme
- En amazigh, le prénom renvoie à l’eau, source de vie et de fertilité.  
- En persan, il évoque le feu sacré, symbole d’énergie et de purification.  
- En hébreu, il exprime l’idée d’aide et de soutien.  
- En arabe, il reste principalement attaché à une figure coranique.